# Билл, Шарлотта
Шарло́тта Джейн «Ла́лла» Билл (англ. Charlotte Jane «Lalla» Bill; 9 декабря 1875 —13 декабря 1964) — няня детей герцога и герцогини Йоркских, будущих короля Георга V и королевы Марии. Шарлотта была наиболее тесно связана с младшим ребёнком пары, принцем Джоном, страдавшим эпилепсией, за которым она самоотверженно ухаживала с 1905 по 1919 год.

## Служба
Лалла начала свою карьеру помощницей няни детей Йорков. Лалла была потрясена тем, как та няня обращалась с королевскими детьми — она выказывала неудовольствие каждым новым пополнением в детской и явно пренебрегала вторым сыном Йорков, Берти, будущим королём Георгом VI, из-за чего он заболел. Эта странная няня первоначально служила в доме герцогини и герцога Ньюкасл, где получила хорошие рекомендации. Однако, когда Лалла выразила свою озабоченность, стало ясно, что женщина, брошенная мужем и бездетная, страдает извращённым материнским инстинктом. Она была уволена в 1897 году; Лалла заняла её место при детях.
Когда старшие дети выросли, Шарлотта стала особенно близка с младшим ребёнком Йорков, принцем Джоном, который страдал эпилепсией и имел трудности в обучении в связи с возможным аутизмом. Первоначально принц проживал в Йоркском коттедже, малой резиденции его отца и матери, отдельный дом был выделен ему в 1917 году в Вуд Фарм недалеко от Сандрингемского дворца, куда Лалла переехала вместе с принцем. Лалла ухаживала за принцем Джоном (Джонни, как называли его в семье) до его смерти от тяжёлой эпилепсии 18 января 1919 года. Именно Лалла по телефону сообщила королеве Марии о смерти принца. Лалла также присутствовала на церемонии погребения принца в Сандригемской церкви, где он был похоронен рядом с принцем Александром Джоном Уэльским, новорождённым сыном Эдуарда VII и его жены Александры.

## Жизнь после Джонни
Шарлотта хранила память о маленьком принце вплоть до своей смерти в середине 1960-х. Во время одного из визитов в её доме герцог Виндзор отметил, что первым предметом, попавшим в его поле зрения во время прогулки по дому Лаллы, было большое фото на каминной полке, изображавшее Джонни в детстве.

## Киновоплощения
В двухсерийном телефильме «Потерянный принц», посвящённом жизни принца Джона, роль Шарлотты исполняла Джина МакКи.